# Zwergflamingo
Der Zwergflamingo (Phoeniconaias minor, Syn.: Phoenicopterus minor) ist ein an Salzseen lebender Vogel aus der Ordnung der Flamingos (Phoenicopteriformes) und deren kleinster Vertreter. Er lebt vorrangig in Afrika, ernährt sich hauptsächlich von Cyanobakterien und Kieselalgen, in geringerem Ausmaß auch von kleinen, aquatischen Wirbellosen wie Rädertierchen. Er kann 50 Jahre alt werden.

## Beschreibung

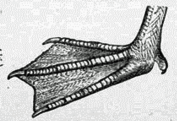
Fuß eines Flamingo

Der Zwergflamingo erreicht eine Scheitelhöhe von maximal einem Meter, wobei die stelzenartigen Beine und der lange Hals einen großen Teil ausmachen. Daher ist es nicht verwunderlich, dass bei dieser für Vögel außergewöhnlich großen Scheitelhöhe nur ein Gewicht von maximal zwei Kilogramm erreicht wird. Die Flügelspannweite beträgt 95 bis 100 cm. Im Unterschied zu den sich allgemein stark ähnelnden anderen Flamingoarten ist der dunkelrote, an der Spitze schwarze und aus der Entfernung betrachtet generell dunkle Schnabel verhältnismäßig lang. Wie alle Flamingos ist der Zwergflamingo ein Verkehrtschnäbler. Die untere Schnabelhälfte ist starr, während die obere beweglich ist.
Die Färbung der Tiere reicht von Weiß mit einem Hauch Rosa bis hin zu Dunkelrosa. Diese Färbung ist nicht genetisch bedingt, sondern wird durch die Carotinoide Canthaxanthin, Phoenicoxanthin und Astaxanthin (das sind Xanthophylle, die aus Salinenkrebsen stammen), hervorgerufen. Die Farbstoffe lagern sich im Gefieder ab und verursachen dort die typische rosa Färbung, welche nachlässt und zum Weißen übergeht, falls der Zwergflamingo keine Carotinoide zu sich nimmt. Die Flügel mit den schwarzen Flügelspitzen bedecken die beiden Körperhälften des kahnförmigen Körpers fast vollständig. Dieser kahnförmige Körper hat sich wahrscheinlich entwickelt, um in entenähnlicher Haltung schwimmen zu können. Tatsächlich schwimmen Zwergflamingos deutlich häufiger als andere Arten der Familie. Die Spitzen der Flügel sind schwarz, der Schwanz, wie bei anderen Flamingos, ist wenig ausgeprägt.
Die Augen mit gelber, orangefarbener oder roter Iris sind verhältnismäßig klein. Die hellroten, schlanken Beine sind bei Flamingos im Verhältnis zur Körpergröße die längsten Vögelbeine der Welt. Die bei adulten Tieren ebenfalls hellroten Füße haben drei Zehen die nach vorne zeigen und einen der nach hinten zeigt. Die drei vorderen Zehen sind durch Schwimmhäute verbunden, welche das Laufen auf flachem, schlammigen Untergrund erleichtern und beim Schwimmen hilfreich sind.
Weibchen sind etwas schlanker als Männchen. Juvenile Tiere sind überwiegend grau und dunkel gestrichelt, das Rot der Flügel fehlt, Schnabel, Beine und Füße sind ebenfalls grau. Die Erwachsenenbefiederung erlangen die Jungtiere nach 3 bis 4 Jahren.

## Verbreitung und Lebensraum

### Verbreitung

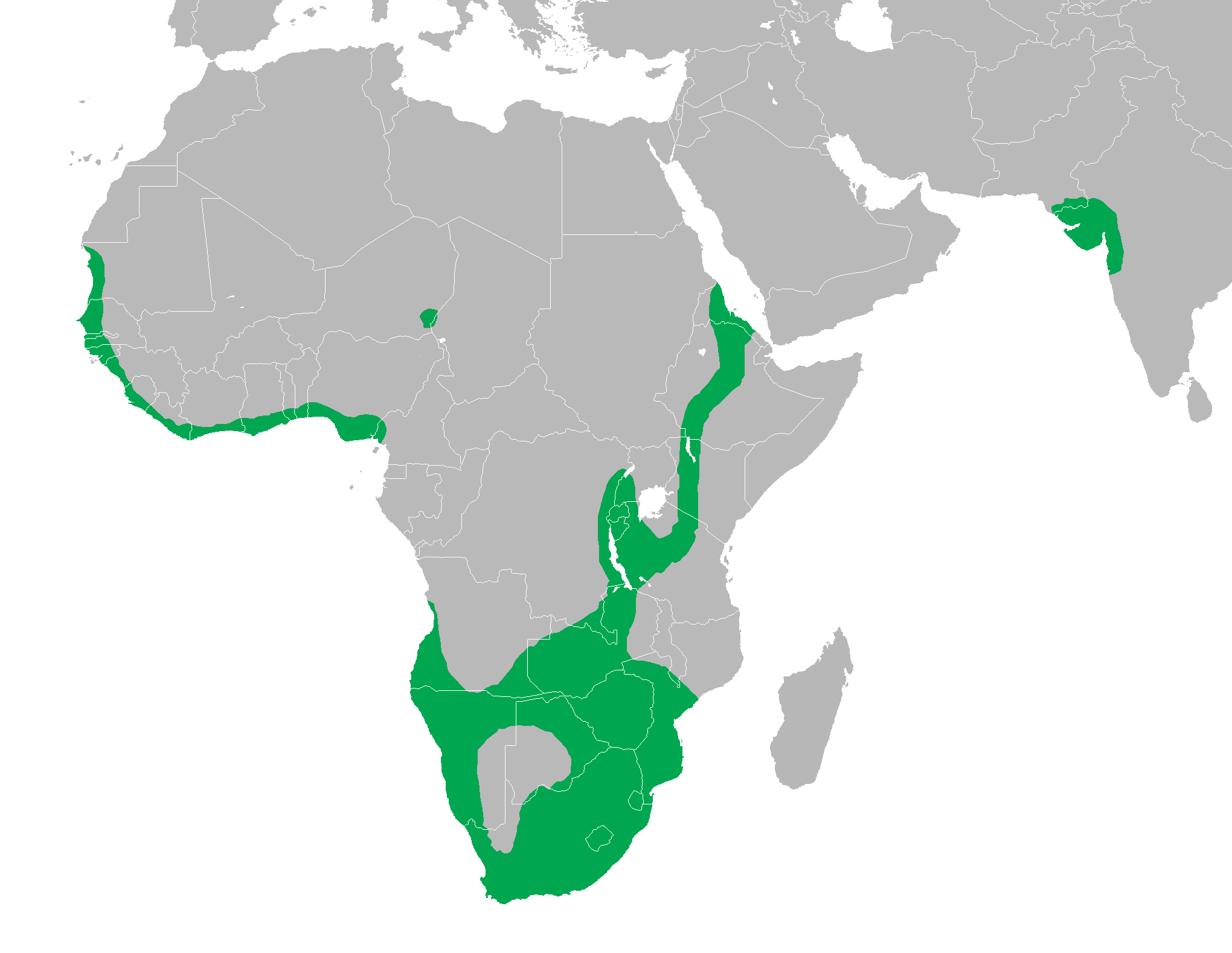
Verbreitungskarte des Zwergflamingos

Zwergflamingo-Populationen brüten überwiegend an den Rift-Valley-Seen Ostafrikas in Äthiopien, Kenia und Tansania. Drei kleinere Brutansammlungen befinden sich im westlichen und südlichen Afrika sowie in Asien in Indien und Pakistan. Nicht brütend treten sie nahezu in jedem Land Subsahara-Afrikas und von der Arabischen Halbinsel bis Pakistan auf. Die größte Population mit geschätzten 1,5 bis 2,6 Millionen Vögeln findet sich an den Natronseen des Ostafrikanischen Grabens, davon etwa 105.000 am Natronsee in Tansania. Die kleineren Populationen im Rann von Kachchh im Nordwesten Indiens zählen etwa 390.000, die im westlichen und südlichen Afrika zusammen etwa 70.000 bis 90.000 Vögel.

### Lebensraum
Zwergflamingos leben vorrangig an seichten Salz- und Sodaseen, wo kaum andere Tiere leben. Sie ziehen je nach Bedingungen und Jahreszeit zwischen verschiedenen Salzseen her, etwa den südäthiopischen Salzseen, den kenianischen Nakuru-, Turkana-, Bogoria- und Magadisalzseen, den südlichen Seen im ostafrikanischen Grabenbruch bis hin zu den Salzseen in Namibia und Botswana. Zwergflamingos haben zahlreiche Anpassungen an diesen extremen Lebensraum entwickelt, den außer ihnen und ein paar anderen Flamingos kaum ein anderes großes Lebewesen gut zu nutzen weiß. Eine der wichtigsten Anpassungen daran sind die nackten Beine: Sie widerstehen dem ätzenden Wasser und sind lang genug, um die Flamingos weit über der Salzlauge zu halten. Tatsächlich vertragen Zwergflamingos große Mengen gelöster Chemikalien in ihrem Gewässer und überdies noch Wassertemperaturen von 70 °C, was aufgrund der tektonisch aktiven Lage vieler Flamingogewässer eine zwingende Anpassung ist, und auch direkt über dem See können Temperaturen von 50 °C erreicht werden. Hieraus kann man schließen, dass die urgeschichtlichen Flamingos (soweit deren erste Vertreter den heutigen glichen) sich seit 30 Millionen Jahren praktisch unverändert halten konnten, da sie sich schon früh an diese extremen Bedingungen angepasst und keine echte Konkurrenz hatten.

## Sozialstruktur
Zwergflamingos bilden große Schwärme, die nomadisch umherziehen. Die Brutkolonien der Zwergflamingos umfassen zum Teil mehr als 1 Million Vögel und gehören somit zu den größten Vogelansammlungen der Welt. Flamingos, auch der Zwergflamingo, gehören zu den geselligsten Vögeln der Welt, und sogar die Balz (Werbung der Männchen um die Weibchen) findet in Gruppen statt.

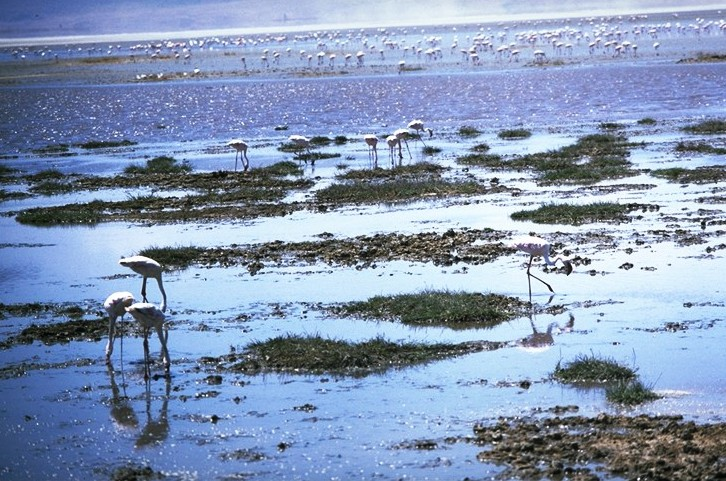
Zwergflamingos in der Nähe von Ngorongoro.

## Ernährung
Der Schnabel der Zwergflamingos hat sich in einen hochspezialisierten Filterapparat gewandelt. Der Schnabel ist groß und in der Mitte nach unten geknickt. Innen befinden sich mehrere Reihen horniger Lamellen, die ihrerseits mit winzigen Borsten besetzt sind.
Gefressen werden von den Zwergflamingos Cyanobakterien (besonders Spirulina platensis), Kieselalgen und in geringerem Ausmaß kleine, aquatische Wirbellosen wie Rädertierchen. Diese sind mit einem Durchmesser von 40 bis 200 Mikrometern zu klein, um für andere Vögel viel Nährwert zu haben. Der Zwergflamingo beansprucht diese Nahrungsquelle fast für sich allein und an geeigneten Seen kommt es entsprechend zu einer großen Ansammlung von Flamingos dieser Art.
Flamingos wie der Zwergflamingo haben eine im Vogelreich, aber nicht im Tierreich einzigartige Art, diese winzigen Lebensformen zu fressen: Sie „filtern“ ähnlich wie die Wale ihre Nahrung aus dem Wasser. Der Zwergflamingo hält beim Filtrieren den Schnabel verkehrt herum ins Wasser und öffnet den Schnabel so weit, dass ein kleiner Spalt entsteht. Daraufhin ziehen die Zwergflamingos ihre große Zunge zurück, wodurch ein Unterdruck entsteht, der das Wasser mit den Kleinstlebewesen einsaugt. Das Wasser mit den Cyanobakterien wird nun in den Schnabel des Flamingos gezogen, da die kleinen Borsten angelegt sind und somit die kleinen Lebewesen durchlassen. Dann führt er die Zunge in das Wasser im Schnabel, wodurch es wieder herausgepresst wird. Dabei sind die kleinen Borsten aufgestellt, die Kleinstlebewesen bleiben daran hängen und werden somit herausgefiltert. Wenn der Flamingo beim nächsten Filtervorgang die Zunge einzieht, zieht er den Fang des letzten Filterns, der noch an den Borsten hängt, mit der fleischigen Zunge ein. Während der Nahrungsaufnahme schwingt der Zwergflamingo den Schnabel im flachen Wasser schnell hin und her, 17 Mal pro Sekunde saugt er Wasser in den Schnabel wieder ein beziehungsweise presst es wieder heraus. Auf diese Weise hält sich auch die Salzaufnahme in Grenzen. Der Flüssigkeitsbedarf wird durch das Trinken von schwach salzhaltigem Wasser, Süßwasser aus Quellen oder Regenwasser gedeckt.

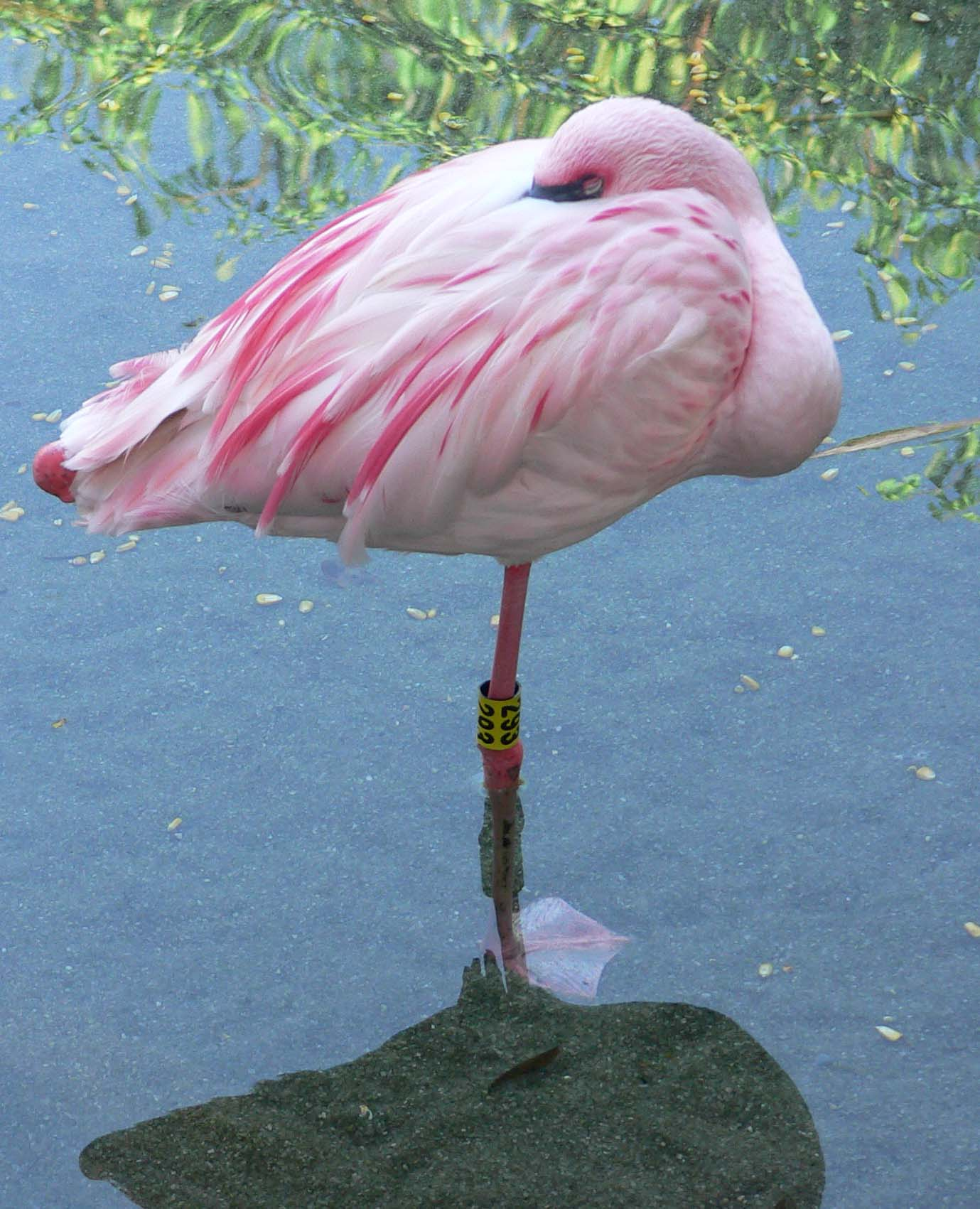
Ein Zwergflamingo (Phoeniconaias minor) in einbeiniger Ruhestellung

### Nahrungsverbrauch
Über den Nahrungsverbrauch des Zwergflamingos sind Schätzungen vorhanden. Nach Ekkehard Vareschi filtriert die Zwergflamingokolonie am Nakurusee täglich etwa 36 Tonnen Spirulina platensis aus dem Wasser bei Bestände von etwa 180.000 Tonnen. Die Verluste durch die Flamingos werden durch eine ebenso hohe Vermehrungsrate ausgeglichen.

### Zusammenleben mit dem Rosaflamingo
An einem Großteil der Orte, wo Zwergflamingos leben, finden sich auch Rosaflamingos. Die verschiedenen Arten leben dicht nebeneinander, machen sich jedoch keine Konkurrenz um Nahrung. Die Ursache hierfür sind zwei Gründe: Einerseits suchen Rosaflamingos ihre Nahrung in den schlammigen Gründen der Salzseen, während die Zwergflamingos ihre Nahrung nahe der Gewässeroberfläche filtern. Zum zweiten sind die Filterschnäbel anders gebaut: Die des Zwergflamingos sind extrem fein, um das Cyanobakterium Spirulina platensis überhaupt aus dem Wasser filtern zu können. Diese Nahrung ist für Rosaflamingos zu klein, während die Nahrung der Rosaflamingos, Artemia salina, für die feinen Lamellen der Zwergflamingo zu groß ist. So machen sich der Zwergflamingo und der Rosaflamingo keine Konkurrenz, obwohl sie direkt nebeneinander nach Nahrung suchen.

## Zugverhalten
Das nomadische Zugverhalten der Zwergflamingos ist bis heute nicht geklärt. Die Tiere ziehen wohl wegen stark variierender Bestände von Spirulina platensis nachts zwischen den Seen umher, denn meist haben die Organismen, von denen sich die Zwergflamingos ernähren, eine kurze Blütezeit, in der sie in Massen auftreten, um dann wieder stark abzunehmen. Dann sind die Zwergflamingos gezwungen, zu einem anderen See mit Organismenblüte zu ziehen. Einmal aufgesuchte Seen werden oft jahrelang nicht mehr besucht. Wichtige Faktoren in diesem Zugverhalten sind vielleicht auch noch die Tektonik, Trockenzeiten, Regenzeiten, Hochwasser, Dürren und wohl weitere andere Faktoren.

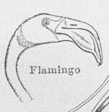
Zeichnung eines Flamingokopfes

## Fortpflanzung

### Paarungsperiodik und Brutkolonien
Ebenso unberechenbar wie das Zugverhalten ist das Fortpflanzungsverhalten. Auch hier herrscht Unklarheit, welche Faktoren die Zwergflamingos wann zur Brut bewegen. Meist pflanzt sich ein Individuum alle zwei Jahre fort, in günstigen Zeiten jedoch auch jährlich, in schlechten Zeiten manchmal jahrelang nicht. Hieraus ergeben sich pro Flamingo 15–30 Bruten im Leben. Lange Zeit war unbekannt, wo der Zwergflamingo brütet, doch inzwischen ist bekannt, dass die Flamingos am Rift Valley und in der Umgebung am Natronsee, dem Hauptbrutgebiet der Zwergflamingos, brüten. Die anderen, separaten Vorkommen brüten an anderen Salzseen, Salzpfannen oder Küstenlagunen. Es gibt lediglich drei Hauptbrutgebiete in Afrika und ein weiteres in Indien.

### Die Balz
Die Männchen balzen in großen Verbänden zusammen, ein sehr ungewöhnliches Verhalten im Reich der Tiere. Die Balzrituale sind streng ritualisiert und mit einem ballettartigen "Tanz" zu vergleichen. Vollkommen synchron schlagen die Flamingos mit den Flügeln, nicken rhythmisch mit dem Kopf, marschieren in der Gruppe durch den See und geben Laute von sich. Wenn ein Weibchen sich ein Männchen ausgesucht hat, ist diese Partnerschaft monogam und hält über viele Jahre bis lebenslang.

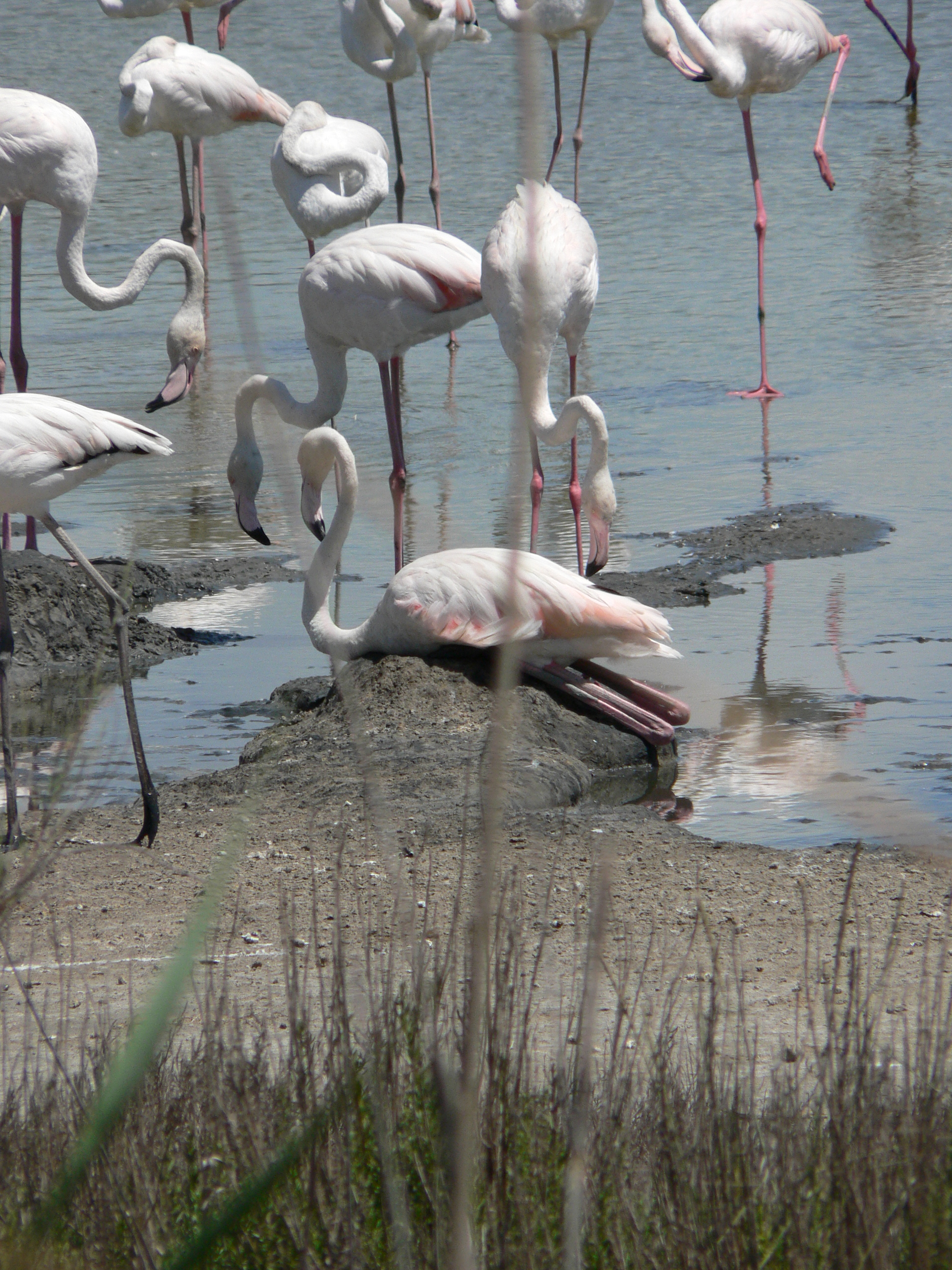
Ein naher Verwandter des Zwergflamingos (Phoeniconaias minor), der Rosaflamingo (Phoenicopterus roseus), sitzt in einem Tierpark auf seinem Schlammnest.

### Eier und Nester

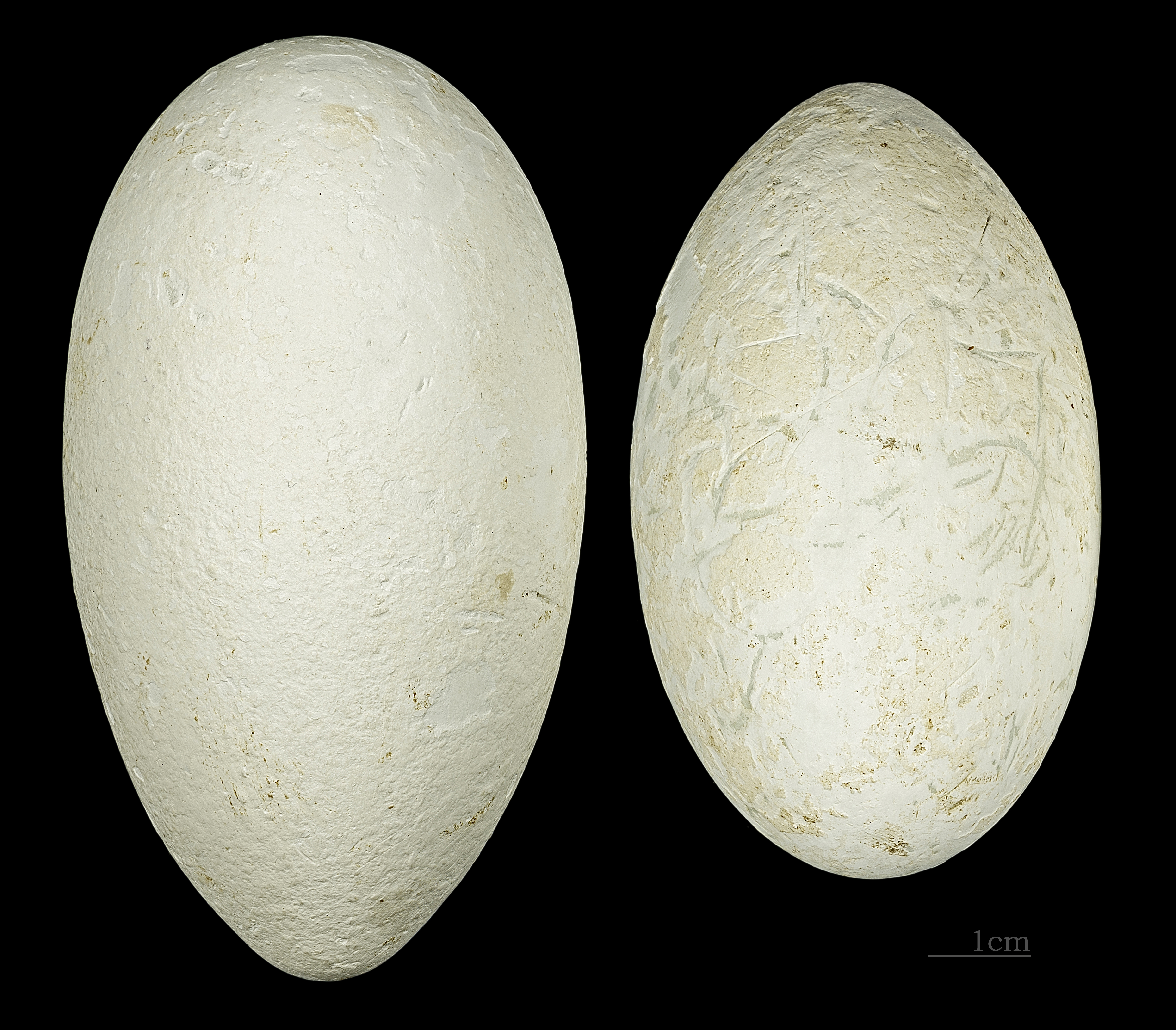
Eier des Zwergflamingos

Wenn der Wasserpegel des Natronsees sinkt, entstehen schlammige Inseln, auf denen die Zwergflamingos brüten. Dort legen sie auch ihre Nester an. Die Nester der Zwergflamingos sind 40 cm hohe, aus Schlamm bestehende Kegelstümpfe mit einer Mulde an der Spitze. In diese Mulde legt das Flamingoweibchen ihr einziges, längliches Ei. Die turmartige Bauweise hat mehrere Vorteile: steigt infolge starker Regenfälle das ätzende Wasser des Natronsees, sind die Nester nicht gleich überflutet und die gesamte Brut verloren. Der andere Grund sind die Temperaturen. Wäre das Nest des Zwergflamingos ein Bodennest, müssten die Eier mittags Temperaturen von zum Teil über 50 °C standhalten. Oben auf dem Nistkegel steigt die Temperatur jedoch selten über 35 °C. Männchen und Weibchen teilen sich das Brutgeschäft, bis nach 27 bis 31 Tagen ein Flamingoküken mit graubraunem Dunenkleid und grauen Beinen schlüpft.

### Aufzucht der Jungen
Nach dem Schlupf werden die jungen Zwergflamingos mit einer Art Kropfmilch gefüttert, die in der Speiseröhre der Eltern gebildet wird, was der Jungtierfütterung von Tauben und Pinguinen ähnelt. Die Milch wird zusätzlich mit Karotin und Blut der Elterntiere vermischt, wodurch diese Kropfmilch dem Nährwert der Säugetiermilch in nichts nachsteht. Die Jungtiere verlassen nach einer Woche im Nest das Nest selbstständig, aber in Begleitung der Eltern. Das Flamingoküken, schließt sich einer Großgruppe von Küken an, den sogenannten „Krippen“. Eine Krippe umfasst zum Teil mehr als 300.000 Zwergflamingoküken, die von einigen Elterntieren bewacht werden. Die Jungen werden immer noch von ihren Eltern gefüttert, und trotz der vielen Küken erkennen die Eltern an dessen Geschrei ihr eigenes Küken und füttern nur dieses mit ihrer nahrhaften Kropfmilch.
Nach etwa einer Woche in der Krippe beginnt der Schnabel, der bei dem Schlupf gerade war, die typische Krümmung der adulten Zwergflamingos anzunehmen. Mit einem Alter von 4 bis 6 Wochen beginnen die Küken mit der Nahrungssuche, doch sie werden noch immer gefüttert, da ihr Filterapparat noch nicht hinreichend ausgebildet ist, um genug Spirulina platensis zu fangen. Erst mit 10 Wochen sind sie dazu befähigt. Mit 11 Wochen können sie fliegen. Ihr Jugendkleid nach der graubraunen Phase ist rosabraun gescheckt, mit 3 bis 4 Jahren haben sie das prächtige Gefieder der Erwachsenen entwickelt, und mit 6 Jahren werden sie zum ersten Mal selber brüten. Zwergflamingos können 50 Jahre alt werden.

## Natürliche Feinde

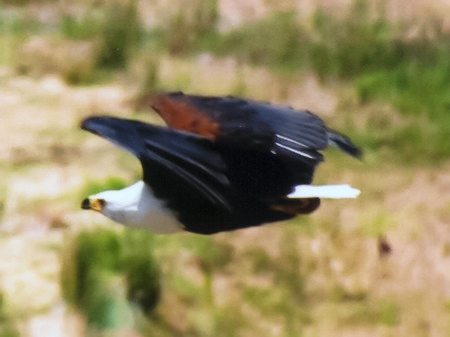
Der Schreiseeadler (Haliaeetus vocifer) ist in der Lage, Zwergflamingos zu töten und zu verspeisen.

Zwergflamingos verfügen anders als andere Vögel weder über einen spitzen Schnabel (die Einsetzbarkeit des Schnabels als Waffe ging mit der Entwicklung des Filterapparats verloren) noch scharfe Krallen, mit denen sie sich gegen potentielle Angreifer zur Wehr setzen könnten. Die Körperkräfte von Zwergflamingos sind für ihre Größe unterdurchschnittlich, was Zwergflamingos aufgrund der relativ einfachen Möglichkeit, sie zu schlagen und dem dafür recht hohen Fleischertrag zu einer idealen Beute verschiedener afrikanischer Raubtiere macht. Allerdings frisst der Großteil dieser Räuber das Aas, welches die eigentlichen Flamingojäger zurücklassen: Die Schreiseeadler (Haliaeetus vocifer). Andere mögliche Räuber, Schakale, Löwen und ähnliche, kommen nicht an die Zwergflamingos heran, da sie nicht die Möglichkeit besitzen, sich durch das ätzende Wasser der Natronseen zu kämpfen. Besonders dort, wo die Flamingos leicht angreifbar wären, in ihrem Brutsee, ist ein Durchwaten zu den Inseln mit den Kolonien unmöglich, da an diesem See das Wasser besonders ätzend ist. Der Schreiseeadler jedoch kann von Bäumen am Ufer den Zwergflamingos auflauern und mit einem Überraschungsangriff einen Zwergflamingo reißen. Der Zwergflamingo, meist ein Jungtier aus einer Krippe, wird von den kräftigen Krallen des Schreiseeadlers gepackt und zu den Bäumen am Ufer getragen. Falls der Zwergflamingo noch nicht tot ist, wird er jetzt getötet. Die Reste der Zwergflamingos werden von verschiedenen Aasfressern wie Geiern, Schakalen und Hyänen vertilgt.

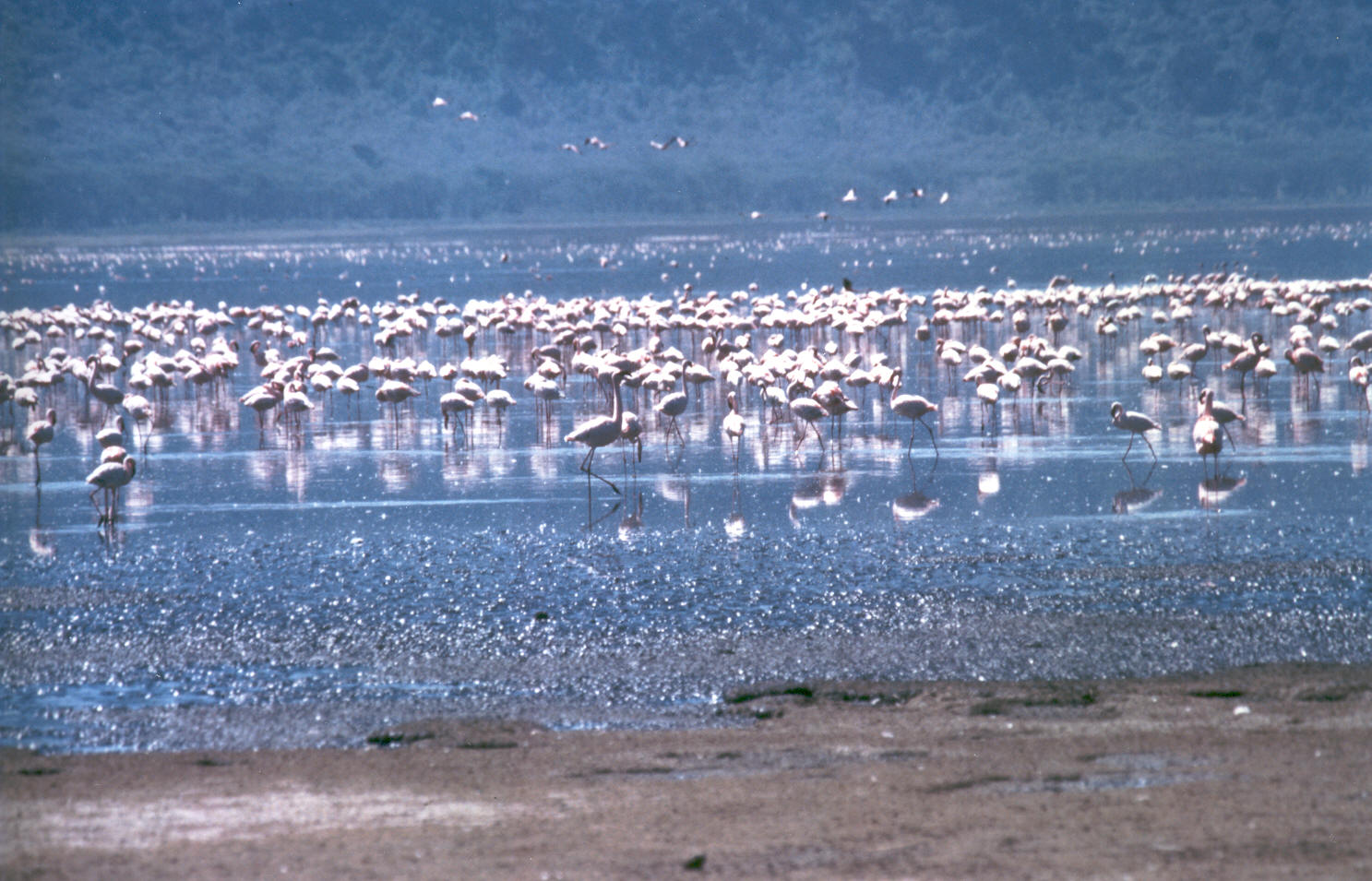
Zwergflamingos (Phoeniconaias minor) und Rosaflamingos (Phoenicopterus roseus) am Nakurusee.

## Zwergflamingoforschung
Früher war fast nichts über das Zugverhalten und die Brutgebiete der Zwergflamingos bekannt. Vor etwa 60 Jahren begann Leslie H. Brown, ein in Kenia lebender Schotte, sich mit diesem Thema intensiv zu befassen. Er suchte beim unwirtlichen, großen Natronsee am Rande des Hochlandes von Ngorongoro nach den Brutgebieten der Zwergflamingos. Er erkundigte sich bei den Massai, was sie über den Zwergflamingo wüssten. Sie meinten, die Flamingoküken würden dem Wasser des Sees entspringen. Doch 1954 mietete er ein Flugzeug und überflog den Natronsee. Er entdeckte nach 10 Jahren Arbeit schließlich mittels des Flugzeugs eine Brutkolonie von 150.000 Brutpaaren. Dies war das erste Mal, dass eine Brut von Zwergflamingos gesichtet werden konnte, eine der größten ornithologischen Entdeckungen, wenn man bedenkt, dass damals in der großen Sammlung von Tieren und Pflanzen aus Kolonialgebieten des Zoologischen Museums London kein einziger nicht flügger Zwergflamingo und auch kein Zwergflamingoei enthalten war. Schließlich wollte Leslie Brown die Brutkolonie auch zu Fuß besuchen, was allerdings aufgrund der hohen Temperaturen und dem durch Soda ätzenden Wasser und Schlamm des Natronsees, welches 8 Kilometer lang durchwatet werden musste, verhängnisvoll endete. Trotz schwerer Verletzungen und Wunden überlebte Leslie Brown. Bis heute gilt er als einer der wichtigsten Zwergflamingoforscher. Doch trotz seiner Entdeckungen sind viele weitere Sektoren, vor allem das Zugverhalten, noch nicht ausreichend erforscht.

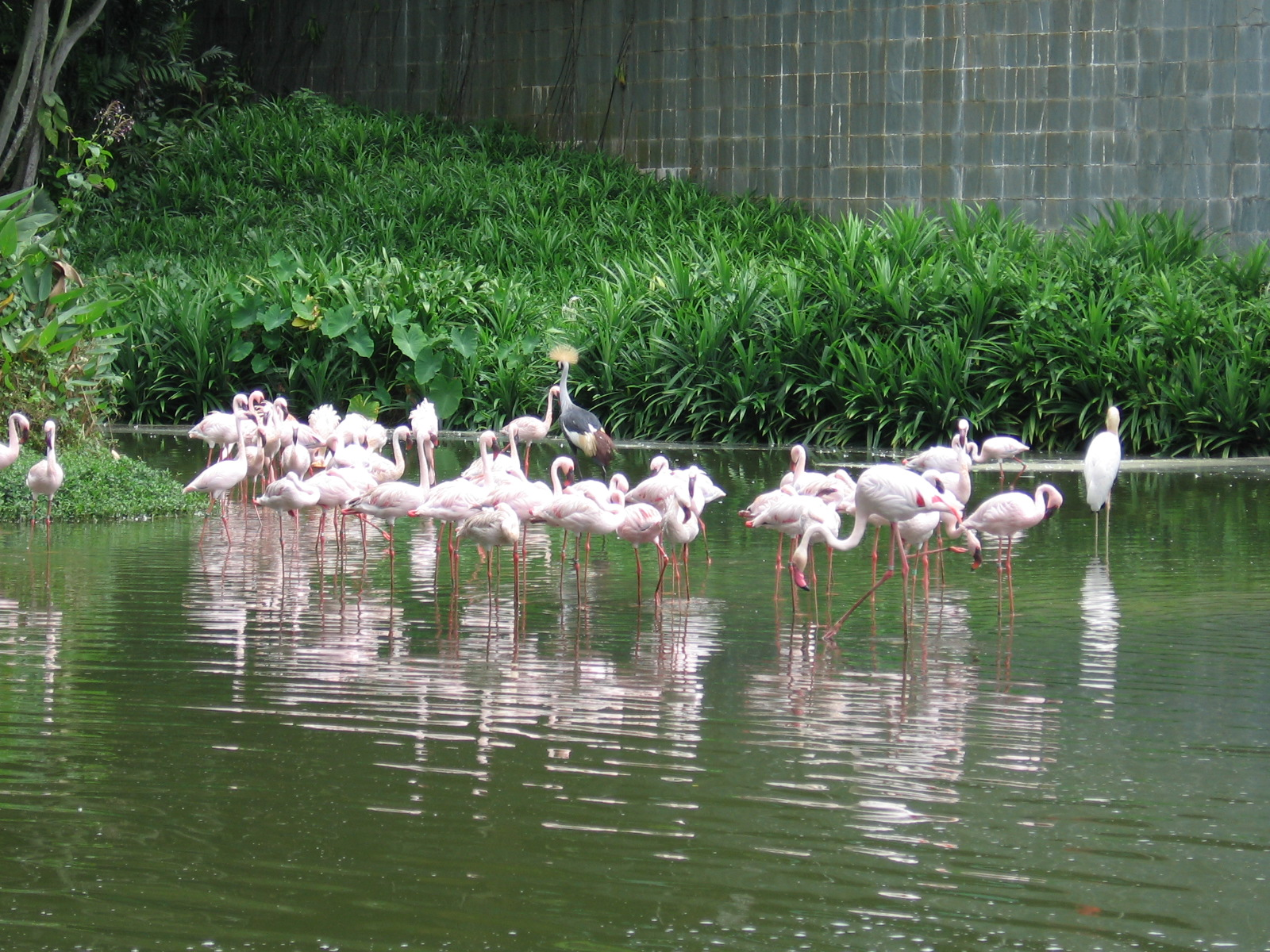
Zwergflamingos (Phoeniconaias minor) und Rosaflamingos (Phoenicopterus roseus) im Jurong Bird Park

## Zwergflamingos und der Mensch

### Gefährdung und Schutz

#### Bestände
Aufgrund der Größe der Zwergflamingobestände lassen sich nur Schätzungen machen. Eine Schätzung datiert sie auf 2.220.000–3.240.000 Exemplare mit ca. 650.000 Tieren in Asien, eine andere Schätzung spricht von 4.000.000–6.000.000 Tieren.

#### Bedrohung und Schutz
Obwohl Zwergflamingos mit 2 bis 6 Millionen Tieren eine große Population haben und in der IUCN Redlist „nur“ als NT (Near threatened) protokolliert sind, ist diese Art als gefährdet anzusehen, denn Zwergflamingos sind regional stark – auf ein paar wenige Salzseen – beschränkt: Daher kann eine Dürre einen großen Teil des Zwergflamingobestandes vernichten. Auch ist die Zukunft des Lebensraums der Zwergflamingos ungewiss. In letzter Zeit ist in den beiden Schlüsselseen in Ostafrika, dem Nakurusee und dem Bogoriasee, der Bestand der Zwergflamingos negativ beeinflusst worden, vermutlich durch Vergiftungen infolge von Schwermetalleintrag. Als weitere Gründe für die Gefährdung der Art nennt die IUCN Habitatverlust, Wasserverschmutzung, Kollisionen mit elektrischen Leitungen. Darüber hinaus gibt es Befürchtungen über einen Nahrungsmangel am Bogoriasee.
Eine Katastrophe für Zwergflamingos mit einer beispielhaften Schutzaktion ereignete sich 1962, als der Natronsee, das Hauptbrutgebiet der Zwergflamingos, über seine Ufer trat. Die Flamingos brüteten daher am Magadisee, wo sie nie zuvor beim Brüten beobachtet wurden. Die Salzkonzentration war jedoch im Magadisee wesentlich höher als im Natronsee und an den Füßen der Jungflamingos bildeten sich Salzklumpen, die dazu führten, dass die Jungtiere zahlreich in den Salzsee stolperten. Das Gefieder wurde mit der Salzlauge getränkt, was unweigerlich zum Tod der Jungen führte. Ein Zoologe und Tierfilmer aus Großbritannien, Alan Root, begann mit vielen Helfern, vor allem mit kenianischen Schulklassen, im Rahmen einer Rettungsaktion mit Hämmern die Salzklumpen an den Beinen der Küken zu zertrümmern. Etwa 27.000 gerettete Küken waren die Bilanz. Doch erst als die Flamingokolonie in den südlichen Teil des Sees gescheucht wurde, wo der Salzgehalt niedriger war, entspannte sich die Lage. Durch diese Bemühungen wurden immerhin 400.000 Küken flügge. Es gab auch andere Ereignisse, denen viele Flamingos zum Opfer fielen. Beispielsweise wurde die Brutkolonie im Natronsee um 1997, kurz nach dem die Küken geschlüpft waren, von einer Hitzewelle überrascht. Das Wasser sank, und der Rest wurde eine hochkonzentrierte Salzlauge. Diesem Ereignis fielen ebenfalls etliche Küken zum Opfer.

### Kulturelle Bezüge
Zwergflamingos sind anders als viele andere afrikanische Tiere nicht in der Kultur und den Mythen der altafrikanischen Kulturen verankert. Allerdings blieben Zwergflamingos keineswegs unbeachtet, die Fortpflanzung erklärten sich die Massai etwa so: Da sie die Brutkolonien nicht sehen konnten, weil diese auf unzugänglichen Inseln in Sodaseen liegen, erklärten sie sich die Erhaltung der Zwergflamingopopulation damit, dass diese dem Wasser von Sodaseen entsteigen würden. Und sicher diente er den alten Völkern auch, wenn aber auch selten, als Nahrungsquelle.

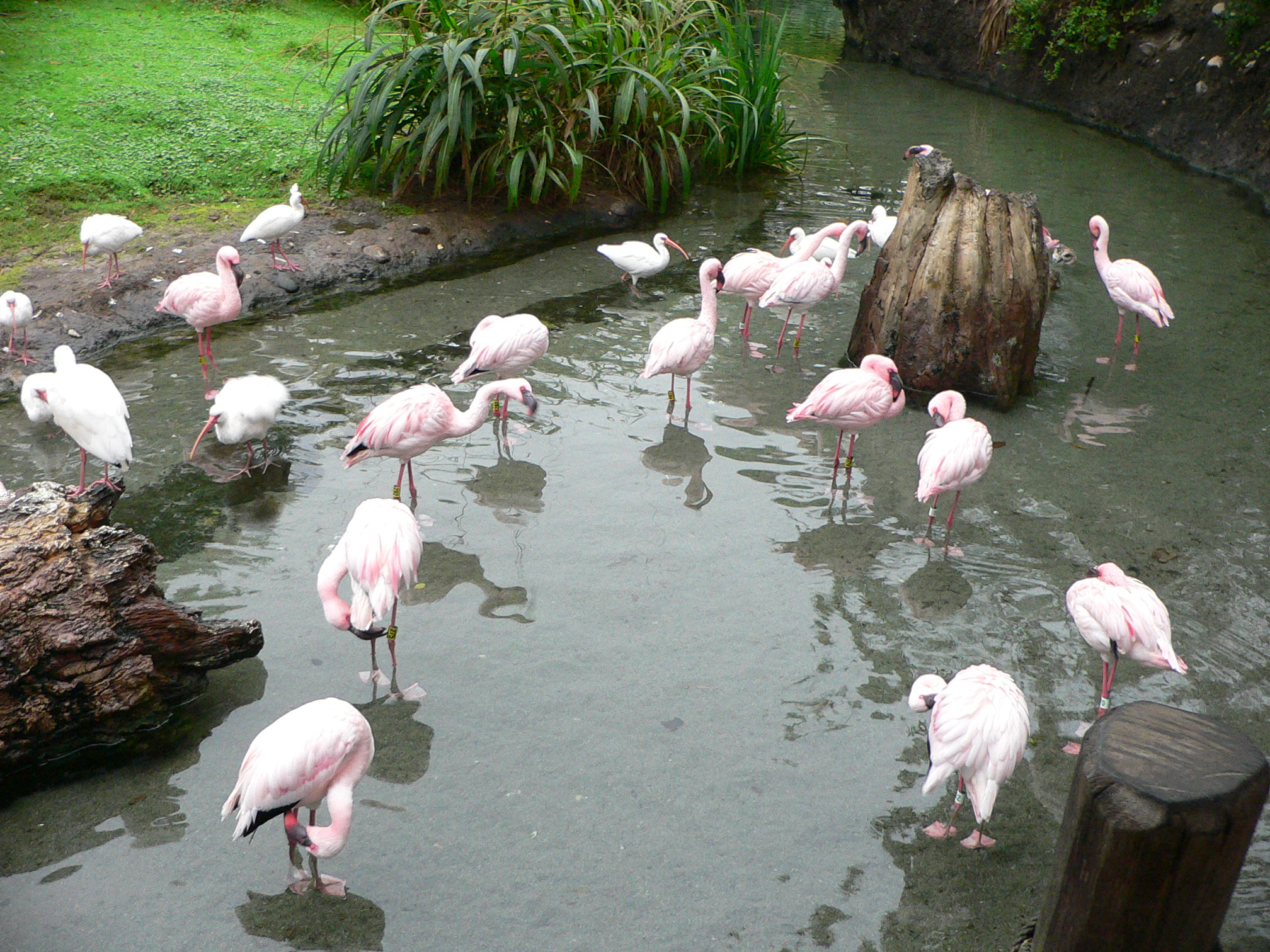
Zwergflamingos (Phoeniconaias minor) und Rosaflamingos (Phoenicopterus roseus) in einem Zoo.

### Zwergflamingos und der heutige Mensch
Heute werden Zwergflamingos nicht bejagt, jedoch sind Umweltverschmutzung durch den Menschen ein Grund für einen Abgang der Zwergflamingopopulation. Zwergflamingos sind, wenn auch selten, aufgrund ihrer Farbenpracht und der zahlreichen Exemplare eine Touristenattraktion. In Angola wurden Briefmarken mit Zwergflamingomotiven hergestellt. In Deutschland werden Zwergflamingos in 22 Zoos und Tierparks gehalten. Allerdings waren nur drei bislang bei der Nachzucht erfolgreich.

## Namensgebung
Die Bezeichnungen in den vier Sprachen Deutsch, Niederländisch, Englisch, Französisch sind Zwergflamingo, kleine flamingo, Lesser Flamingo und Flamant nain. Sie haben alle den gleichen Ursprung und zielen auf die Größe des Zwergflamingos ab. Das englische Wort Lesser Flamingo kann etwa mit "kleiner Flamingo", "Zwergflamingo" übersetzt werden. Der französische Name Flamant nain bedeutet in etwa "Zwergflamingo", "zwergwüchsiger Flamingo", "zwergartiger Flamingo" oder "zwergiger Flamingo".
Der wissenschaftliche Name des Zwergflamingos, Phoeniconaias minor, zielt ebenfalls auf die Kleinwüchsigkeit des Zwergflamingos ab. Manchmal wird der Zwergflamingo auch der Gattung Phoenicopterus zugeordnet.